# Блоккер (Нідерланди)
Блоккер (нід. Blokker) — село в нідерландській провінції Північна Голландія. Розділене на дві частини, західніша з яких (Вестерблоккер) входить до муніципалітету Горн, а східніша (Остерблоккер) — до муніципалітету Дрехтерланд.
Його площа становить 6,44 км², а населення станом на 2021 рік складало 5 315 осіб.
До 1979 року мало статус окремого муніципалітету.

## Галерея

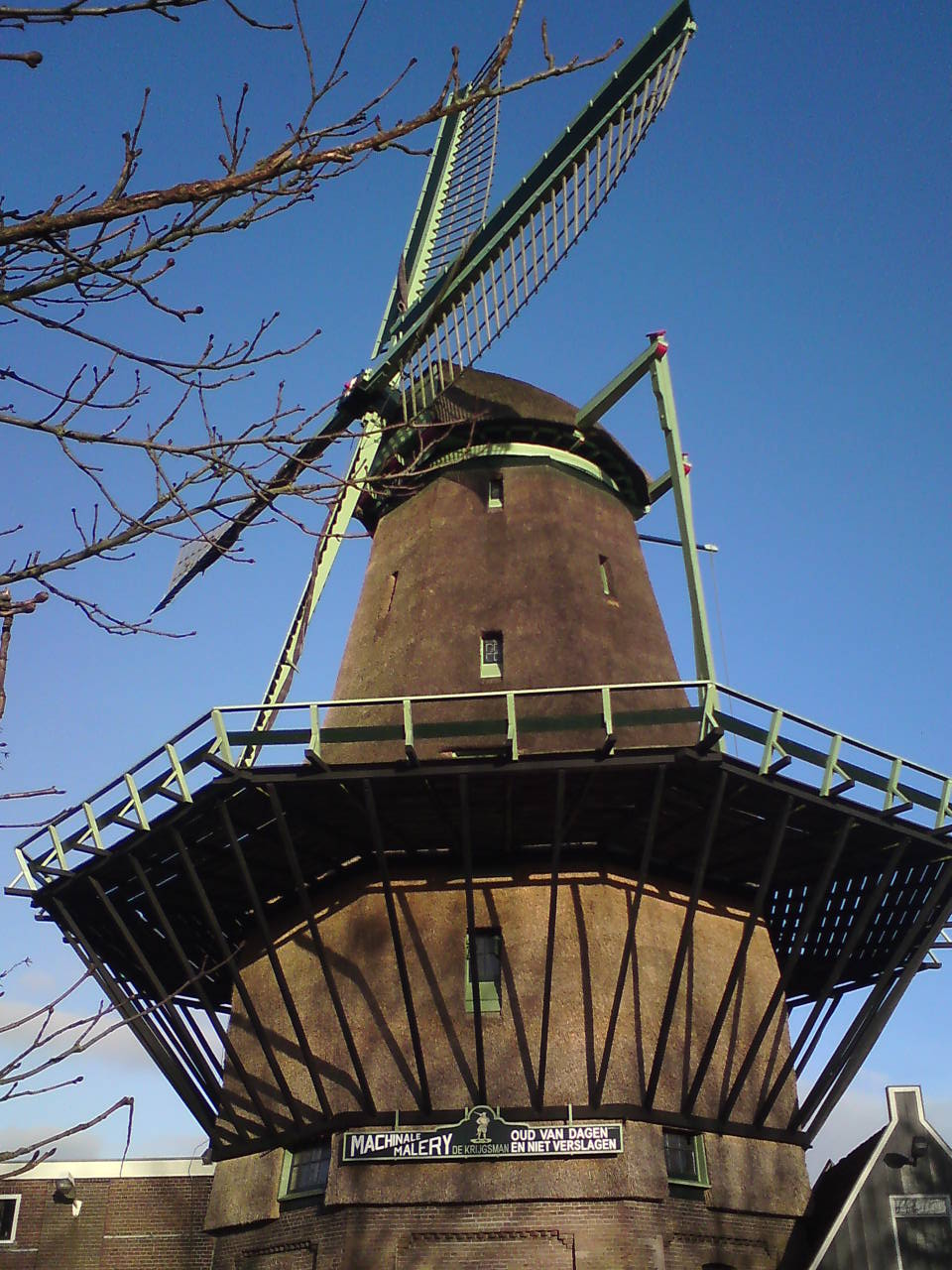
Вітряк De Krijgsman
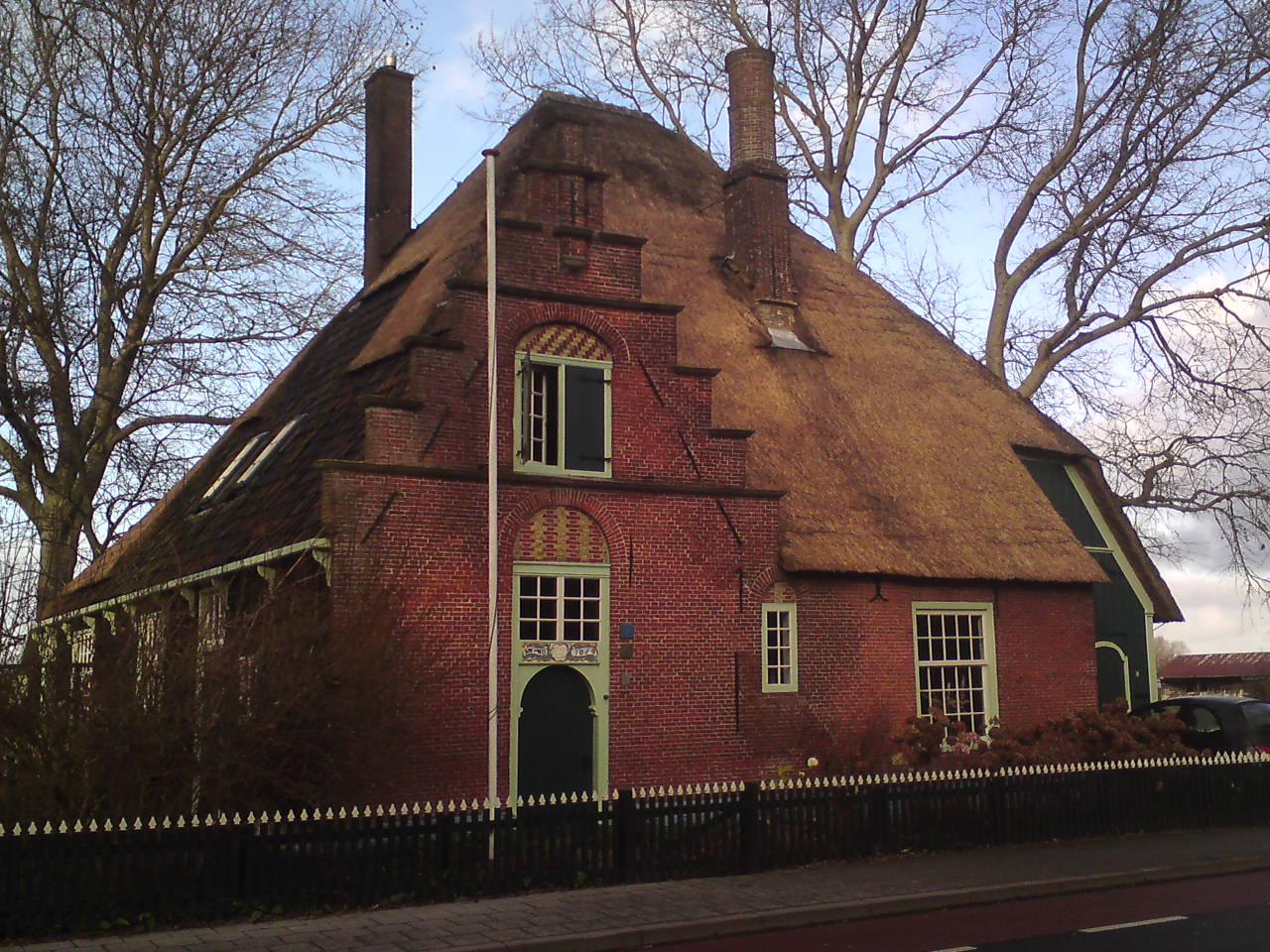
Ферма De Barmhartige Samaritaan
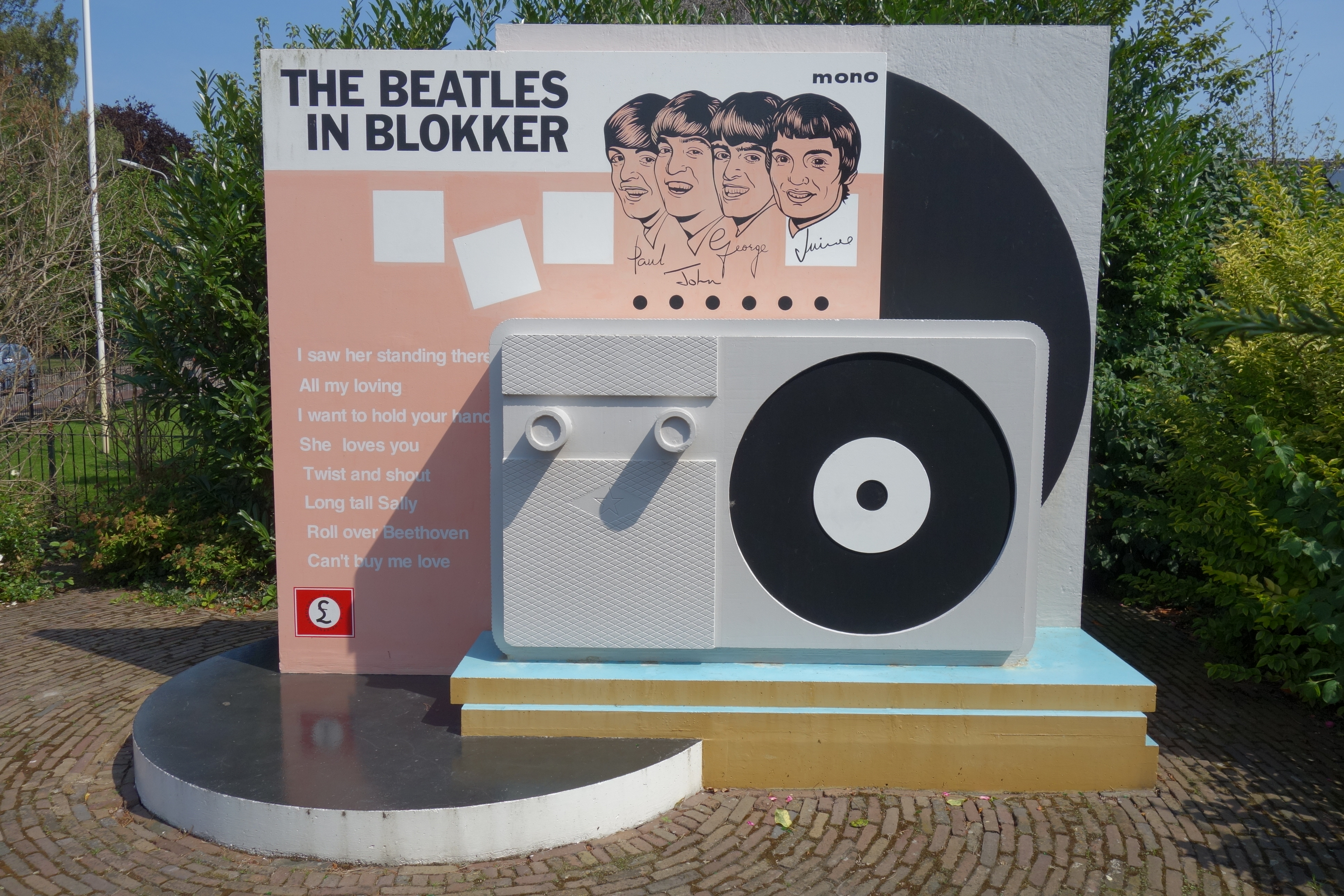
Монумент гурту The Beatles